# 田順
田 順（でん じゅん、生年不明 - 紀元前71年）は、古代中国の前漢の官吏・軍人である。雲中太守、虎牙将軍、富民侯。

## 略歴
丞相として武帝と宣帝に仕えた田千秋（車千秋）の子。元鳳4年（紀元前77年）、父の死によって富民侯を継いだ。
本始2年（紀元前72年）、宣帝が匈奴に対する攻撃を計画したとき、雲中太守だった田順は虎牙将軍に任じられ、3万余騎を率いて五原郡から出撃するよう命じられた。本始3年（紀元前71年）1月に発した軍勢は、田順ら5人の将軍が15万騎を率いる大規模なものであった。田順は800里余り進んで旦余吾水に至り、斬首・捕虜あわせて千九百余り、奪った馬・牛・羊7万頭余りの戦果をあげて帰還した。ところが、定められた期限を守らなかったこと、略奪した頭数を実際より多く報告したことを宣帝が咎めて取り調べさせたため、田順は自殺した。